# Drapeau des Açores
Le drapeau des Açores (un groupe d'îles portugaises qui se trouvent au centre de l'océan Atlantique, à environ 1 500 km de Lisbonne) est composé de deux couleurs : le bleu et le blanc qui sont les deux couleurs anciennes du Portugal. Ces deux couleurs sont réparties de la même façon que le vert et le rouge du drapeau portugais.
En haut et à la hampe du drapeau figurent les armoiries du Portugal, pour rappeler que Les Açores font partie du Portugal. Au centre du drapeau, entre le bleu et le blanc, figure aussi la représentation d'un autour, symbole de beauté, de force et de prestige, emblème de l'archipel. Au-dessus de l'autour, les neuf étoiles représentent les neuf îles de l'archipel des Açores : Flores, Corvo, São Miguel, Santa Maria, Terceira, Graciosa, São Jorge, Pico et Faial.
Le bleu représente l'océan Atlantique qui entoure l'archipel.
Le drapeau des Açores, comme celui du Portugal, est un exemple de drapeau au dessin décentré vers la hampe : voir Croix scandinave.

## Le nom de l'archipel
Le nom de l'archipel provient du mot portugais açor, signifiant « autour ». En effet, à l'époque de la découverte de l'archipel, on supposait que cette espèce d'oiseau était courante sur ses îles. Cependant, il semble en réalité que l'autour n'ait jamais été présent sur les îles des Açores, et que les premiers explorateurs aient confondu l'autour avec une sous-espèce locale de buse variable, les deux oiseaux présentant il est vrai, plusieurs similitudes physiques.

## Sources
- (en) « Description du drapeau », Flags of the World
- Article du Quid